# 石塔頼茂
石塔 頼茂（いしどう よりしげ、生没年不詳）は、鎌倉時代中期の武将。石塔四郎と称す。
足利氏4代当主・足利泰氏の子とされるが、一説には足利義氏の子であり、泰氏の兄・宰相阿闍梨相義の子で、叔父・泰氏の養子となったとされる。長じて四郎頼茂と称し石塔氏の祖となった。子に足利直義の強力な与党となった奥州総大将・義房がいる。また時宗の僧・国阿上人も頼茂の子であるとされる（『尊卑分脉』など）。